# Alfredo De Sanctis
Alfredo De Sanctis (7 de octubre de 1866 – 30 de enero de 1954) fue un actor teatral y cinematográfico de nacionalidad italiana.

## Biografía
Nacido en Brindisi, Italia, en el seno de una familia de artistas, se abrió camino en la compañía teatral de su padre, interpretando numerosos papeles. 
En 1900 formó una agrupación propia, con un repertorio considerado de excepción para la época (Henrik Ibsen, Máximo Gorki, Eugène Brieux, Enrico Annibale Butti).  En dicha compañía actuaron numerosos importantes actores del siglo XX, entre ellos Paola Borboni, Alfredo Martinelli, Umberto Melnati, Guido Morisi, Egisto Olivieri y Amilcare Pettinelli.
Alfredo De Sanctis falleció en Florencia, Italia, en 1954. Había estado casado con la actriz Alda Borelli.